# Pak Se-yong
Pak Se-yong (né le 7 juillet 1902 à Séoul et mort le 28 février 1989) est un poète et un politicien nord-coréen, essentiellement connu pour avoir écrit les paroles du Chant patriotique, l'hymne national de la Corée du Nord.

## Biographie
Pak Se-yong naquit en 1902 à Séoul. À cette époque, Séoul faisait partie de l'Empire coréen. Il sera envahi par le Japon en 1910.
En 1946, Pak Se-yong quitte Séoul et s'installe dans le nord de la péninsule coréenne, occupée par l'Union des républiques socialistes soviétiques et qui deviendra un État indépendant connu sous le nom de Corée du Nord en 1948.
Il meurt en 1989, à l'âge de 87 ans.

## Carrière politique
Pak Se-yong s'est beaucoup impliqué dans la vie politique de son pays. En 1948, Pak intègre l'Assemblée populaire suprême. En 1961, il rejoint le Front démocratique pour la réunification de la patrie.

## Œuvres
Pak Se-yong est surtout connu pour avoir écrit les paroles de l'hymne national nord-coréen, le Chant patriotique, en juin 1947.
Pak a également écrit plusieurs poèmes lyriques.